# Alacena

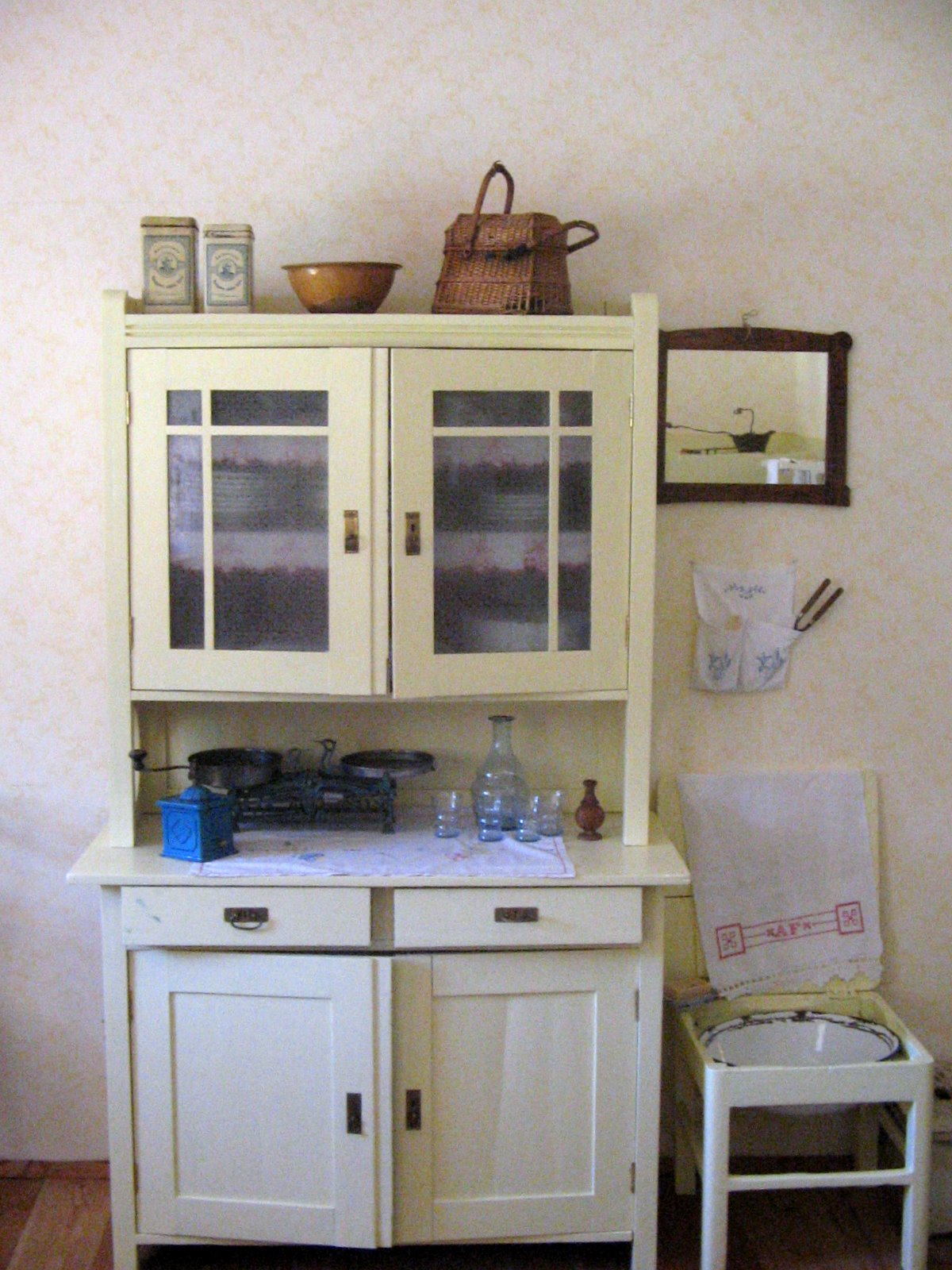
Alacena de manufactura polaca en madera lacada. Se distinguen los dos elementos básicos: la alacena propiamente dicha, arriba, y el mueble aparador, abajo.

Una alacena (también alhacena o lacena) es el hueco hecho en el muro que disponiendo de puertas y anaqueles sirve para guardar objetos del ajuar doméstico. También se llama así al mueble destinado para guardar la vajilla, cubertería, mantelería, etcétera, que forma conjunto con el mueble aparador. Suele ubicarse en la cocina, la despensa o el comedor.

## Etimología, usos y descripción
La palabra alacena es de origen árabe (del árabe hispano «alẖazána», y este a su vez del árabe clásico «ẖizānah»), originalmente “hazena o hazana” que, añadido el artículo «al», resultó “alhacena”, perdiendo con el uso la «h» inicial muda.
Tuvo su origen como elemento arquitectónico: un hueco abierto en la pared creando un receptáculo en el que se disponían baldas o anaqueles y que se resguardaba con una o dos puertas, que por lo general disponían de ventilación o permitían ver el interior. También se fabricaron alacenas portátiles construidas en madera que podían trasladarse o colgarse en diferentes emplazamientos.

Alacenas en la pintura del Barroco
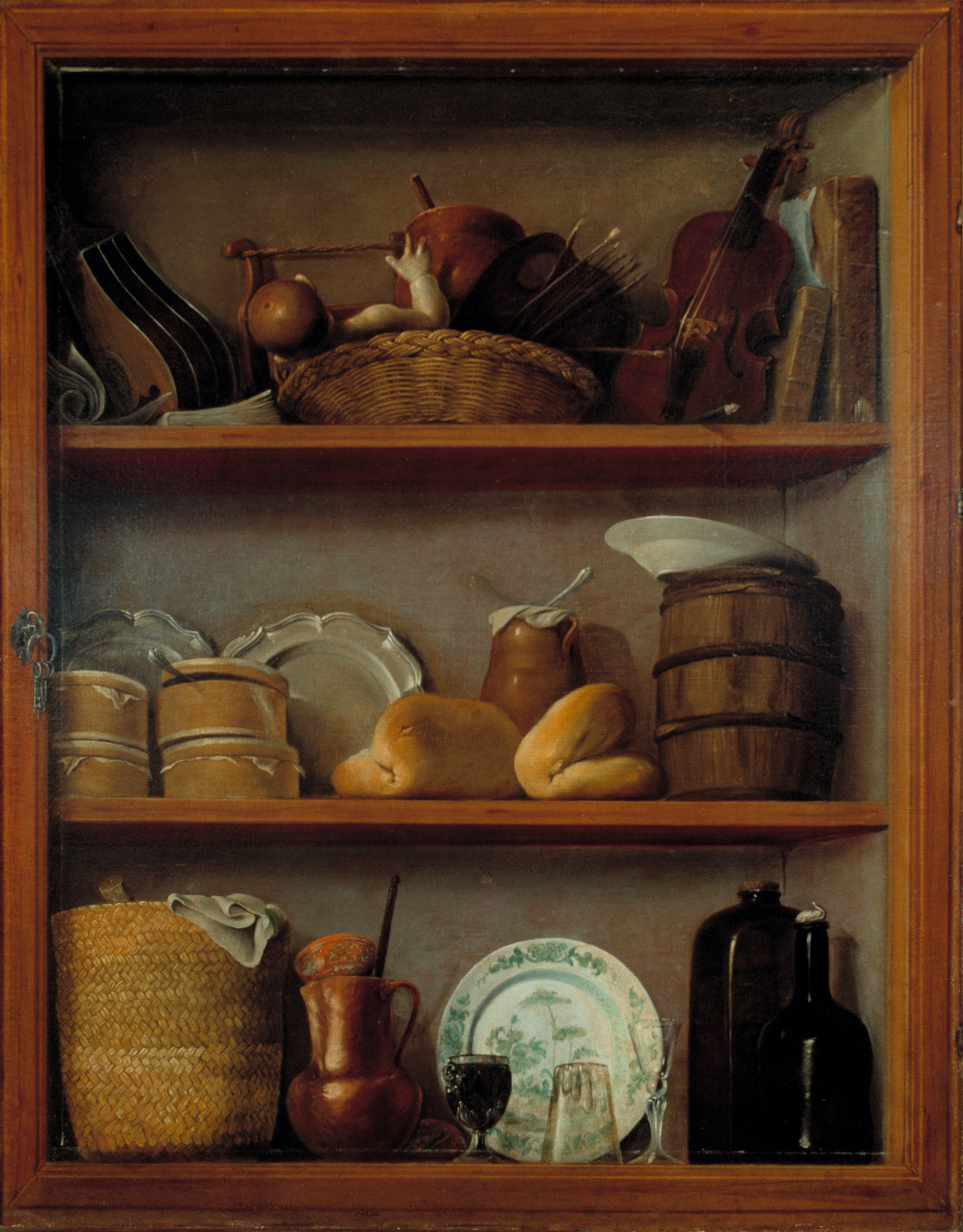
Alacena, óleo de Antonio Pérez de Aguilar en 1769. Galería Nacional de Arte (Washington).
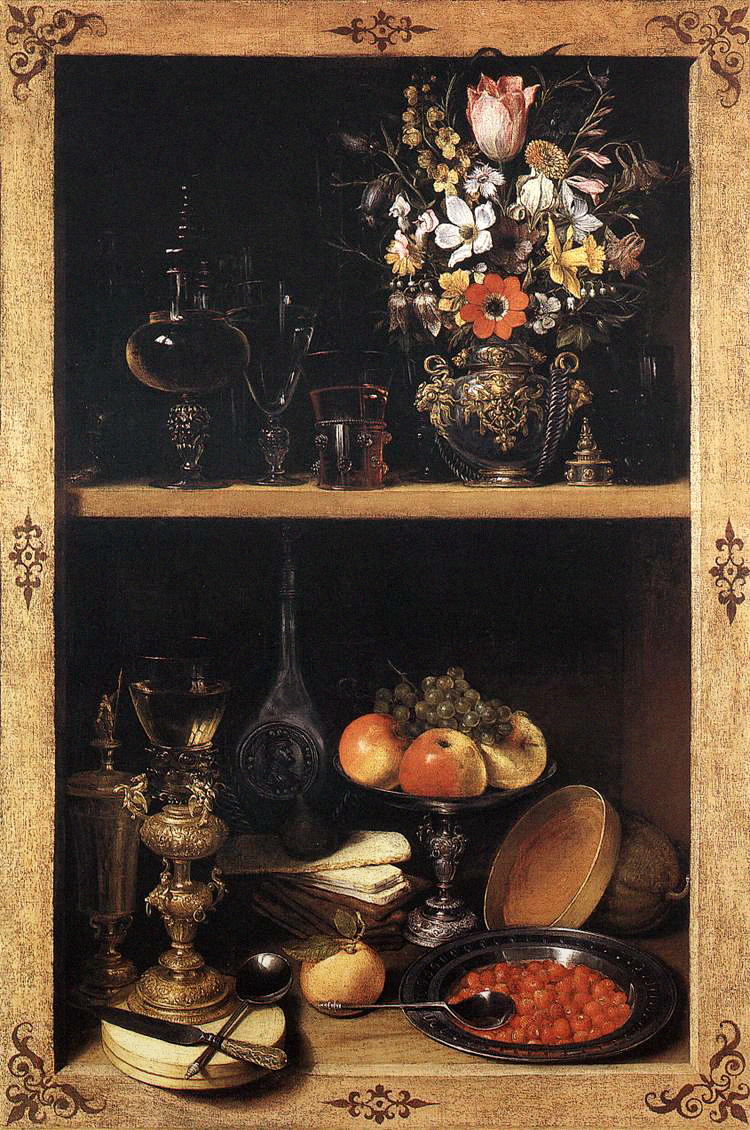
Georg Flegel Alacena (1610). Galería Nacional de Praga.
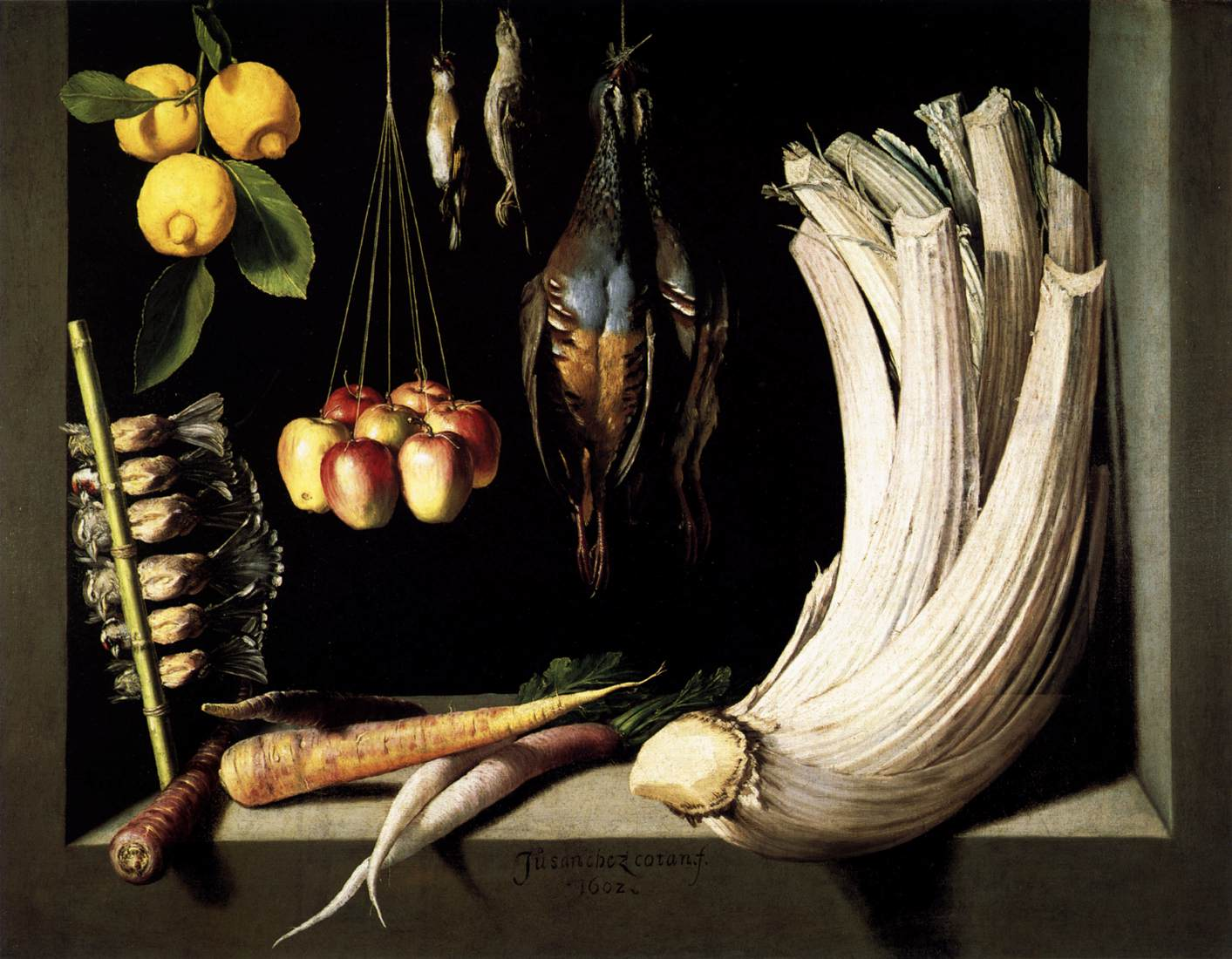
Bodegón con alimentos, óleo de Juan Sánchez Cotán en 1602. Museo del Prado.

A partir del siglo XX, la alacena tendió a identificarse con un mueble de dos cuerpos (mezcla de armario volado y aparador), uno superior con anaqueles abiertos o con puertas de celosía (o humilde tela de gallinero) y luego de cristal, y otro inferior formado por armarios cerrados. El cuerpo superior suele tener menor profundidad que el inferior, que así ofrece un espacio libre sobre el que se apoyan los objetos que se van sacando de los armarios o como superficie para elementos funcionales o decorativos. El uso clásico del cuerpo superior fue de escaparate de lo más valioso o querido de la vajilla familiar: platos, bandejas, fuentes de porcelana, etcétera. La ubicación en la casa de este mueble mixto de antigua alacena y aparador solía ser la estancia dedicada a comedor, cuando la vivienda disponía de él. La progresión funcional de la vida familiar en proporción inversa con el espacio lo fue llevando a formar parte de la decoración de la cocina, donde se siguen encontrando curiosos ejemplares, allí donde no los han desplazado los estereotipos de los diseños de cocinas.